# Chorisoneura brunneri
Chorisoneura brunneri es una especie de cucaracha del género Chorisoneura, familia Ectobiidae. Fue descrita científicamente por Shelford en 1907.
Habita en Brasil.